# Morishitium dollfusi
Morishitium dollfusi är en plattmaskart. Morishitium dollfusi ingår i släktet Morishitium och familjen Cyclocoelidae. Inga underarter finns listade i Catalogue of Life.